# Plethodontohyla mihanika
Plethodontohyla mihanika är en groddjursart som beskrevs av Vences, Raxworthy, Nussbaum och Frank Glaw 2003. Plethodontohyla mihanika ingår i släktet Plethodontohyla och familjen Microhylidae. IUCN kategoriserar arten globalt som livskraftig. Inga underarter finns listade i Catalogue of Life.